# Speedcore
Speedcore är en musikgenre som liknar Hardcore techno. Speedcore har dock mycket högre tempo, 300–600 taktslag per minut (bpm) mot hardcores 160–190.
600 - 999 BPM kallas stilen "Splittercore" och 1000+ BPM kallas stilen "Extratone". De båda är termer inom Speedcore.